# Monodontomerus montivagus
Monodontomerus montivagus är en stekelart som beskrevs av William Harris Ashmead 1890. Monodontomerus montivagus ingår i släktet Monodontomerus och familjen gallglanssteklar. Inga underarter finns listade i Catalogue of Life.